# Атум
Атум е египетско божество. Най-вече в Хелиополис е почитан като родоначалник на всичко живо и божествено и творец на света.
Атум е господар на богове, хората и природата. Той възниква от само себе си, излизайки от водите на праокеана.
| t · U15 | A40 |

| t · U15 | A40 |

Атум се представя най-често с долно и горноегипетската корона „пшент“. Освен това се представя като змия, овен или лъв. Атум се представя най-вече като мъж овен, който е създателят на всичко и на всички. Хората представят Атум в ръкописите си като главен бог като Шу и Озирис. Не е обичан бог, защото предизвиква страх да не унищожи хората, както ги е създал, но по-голямата част го почитат заради това, че той дава на най-верните си поданици символа Анк, символ за дълголетие и безсмъртие. Характерът му е представян суров, заплашителен и най-вече сърдит.